# Xenismacris cyanoptera
Xenismacris cyanoptera är en insektsart som först beskrevs av Gerstaecker 1889.  Xenismacris cyanoptera ingår i släktet Xenismacris och familjen gräshoppor.

## Underarter
Arten delas in i följande underarter:
- X. c. cyanoptera
- X. c. odorata